# Telingana pulniensis
Telingana pulniensis är en insektsart som beskrevs av Ananthasubramanian 1980. Telingana pulniensis ingår i släktet Telingana och familjen hornstritar. Inga underarter finns listade i Catalogue of Life.